# Constantí V de Sis
Constantí V de Sis fou patriarca de l'església armènia del 1372 al 1374.
Fou escollit en substitució de Mesrob I d'Artaz. Un temps després de la seva elecció es va presentar el conflicte (1374) amb el nou rei Lleó VI d'Armènia Menor, de la casa de Lusignan, que es volia coronar segons el ritu llatí i havia portat a Armènia el seu propi bisbe llatí. Finalment, es va arribar a l'acord que el rei seria coronat per dos bisbes i el dos ritus (coa que es va produir a Sis el 14 de setembre de 1374).
Constantí va morir aquell mateix any 1374. Li va succeir Poghos I de Sis, que fou el darrer patriarca amb una Armènia sobirana fins als temps moderns.